# Royal Philatelic Society London
De Royal Philatelic Society London (RPSL, Koninklijke Filatelistische Vereniging Londen) is de oudste filatelistische vereniging ter wereld. De vereniging is opgericht op 10 april 1869, "met als doel de kennis te verbeteren door de wetenschappelijke studie en de uitoefening van de filatelie in al haar takken te bevorderen en aan te moedigen in het algemeen belang".
De vereniging is  inmiddels uitgegroeid tot een internationaal gezelschap, waarvan wereldwijd 2400 filatelisten lid zijn (gegevens 2018).

## Geschiedenis
De filatelist W. Dudley Atlee nodigde 49 verzamelaars uit op een bijeenkomst op 10 april 1869 in Londen. Aan de bijeenkomst namen acht mensen deel. Die richtten de "Philatelic Society, London" op. Tot de eerste activiteiten behoorden de uitgave van postzegelcatalogi en boeken over postzegels. 
De vijftigste verjaardig van de uitgifte van de Penny Black werd gevierd met een postzegeltentoonstelling, waar een compleet beeld werd geboden van de postuitgiften in alle landen gedurende de voorbije 50 jaar. Ook de tweede zoon van Koningin Victoria, Alfred, de Hertog van Edinburgh, behoorde tot degenen die deelnamen. Hij werd erevoorzitter van de vereniging. Hij zou zijn collectie later via de Prins van Wales, zijn broer, de latere Koning Eduard VII, overdragen aan zijn neef, de latere Koning George V. 
Die laatste was al in 1893 vice-voorzitter van de Philatelic Society geworden, en was van 1896, tot zijn troonsbestijging in 1910 voorzitter. De koninklijke postzegelverzameling zou uitgroeien tot de "Royal Philatelic Collection", de meest uitgebreide verzameling van postzegels van Groot-Brittannië en het Gemenebest.
In 1906 kreeg de vereniging haar huidige naam: "Royal Philatelic Society London". Rond die tijd ontstond ook het voorrecht om op de jaarlijkse tentoonstellingen objecten uit de koninklijke collectie te tonen. Dat gebeurt nog steeds tijdens de jaarlijkse openingstentoonstelling van het seizoen in september.

## De vereniging in Londen

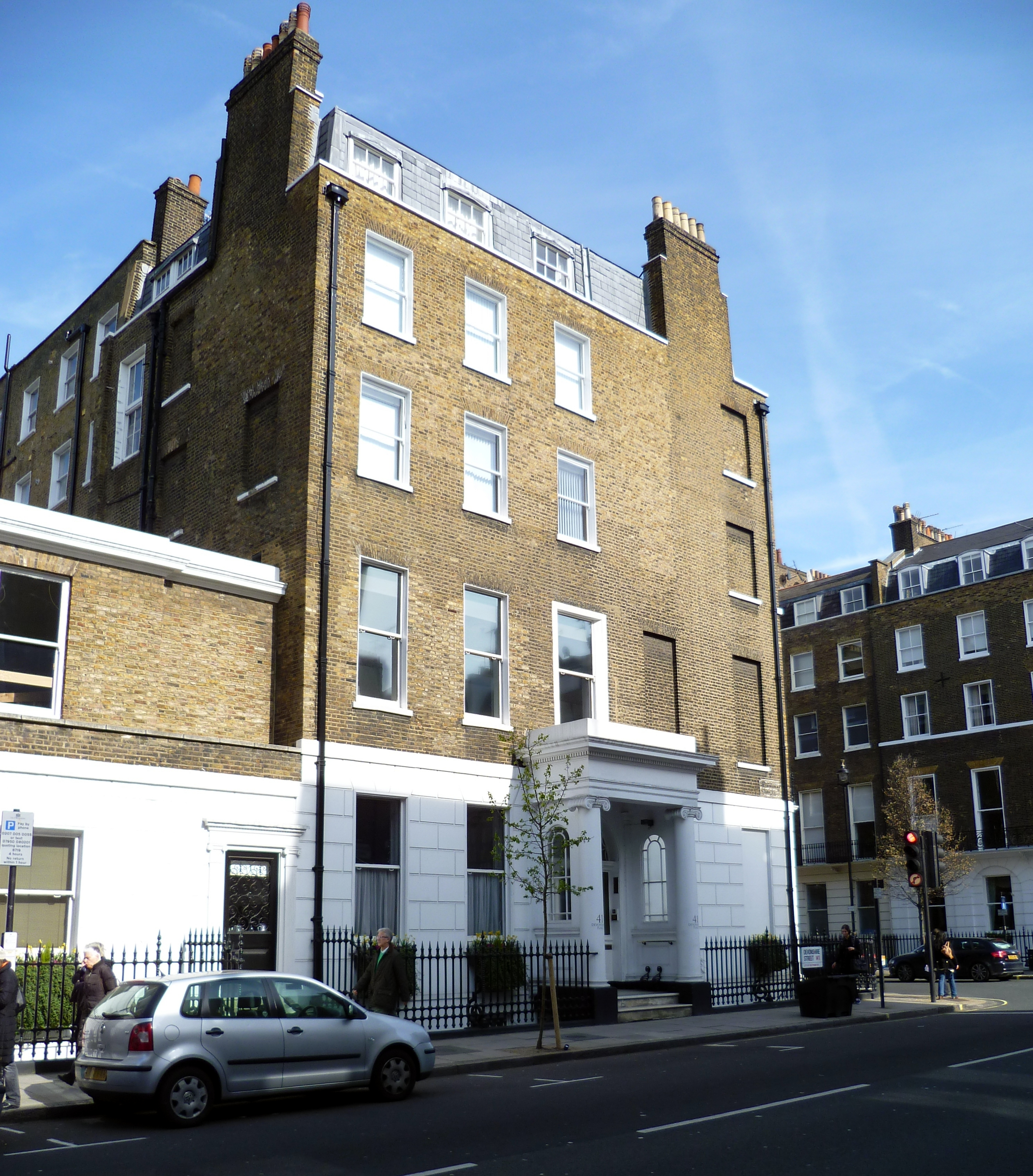
De RPSL kantoren in London, Devonshire Place 41.

In 1925 huurde de vereniging het pand Devonshire Place 41 in Londen. Het gebouw werd later eigendom van de vereniging en herbergt de kantoren van de vereniging, de archieven, de collecties, een museum en de bibliotheek.

## Activiteiten in Nederland
De vereniging neemt ook in Nederland deel aan filatelistische activiteiten. De eerste activiteit in Nederland vond plaats op 30 maart 2018 in Gouda. Toen werd, tijdens de "Brievenbeurs", de eerste "Regional Meeting" in Nederland georganiseerd. De bijeenkomst was bedoeld voor leden in België en Nederland, maar ook toegankelijk voor niet-leden. De voertaal was Nederlands. Er werden verschillende lezingen gehouden. De bijeenkomst werd bijgewoond door zeventig personen.
Ter gelegenheid van de bijeenkomst werd een velletje met persoonlijke postzegels uitgegeven, dat uitsluitend verkrijgbaar was op de beurs.
Op de Nationale Tentoonstelling Gouda 2019, georganiseerd door de Stichting Filatelistische Evenementen, Gouda, had "De Royal" een stand. Tijdens deze tentoonstelling werd ook weer een bijeenkomst georganiseerd, met lezingen over uiteenlopende filatelistische onderwerpen. 